# Вакаяма, Сион
Сион Вакаяма (яп. 若山 詩音 Вакаяма Сион, род. 10 февраля 1998 года, префектура Тиба, Япония) — японская сэйю, дебютировавшая в 2002 году в качестве актрисы дорам. Лауреат премии Seiyu Awards в категории «Лучший начинающий актёр или актриса» (2023).

## Биография
Сион Вакаяма родилась 10 февраля 1998 года в префектуре Тиба. В трёхлетнем возрасте была записана в театральную компанию Himawari Theatre Group и в дальнейшем снималась в дорамах. В 2002 году получила свою первую роль, сыграв девочку по имени Нацу в тайга дораме Toshi to Matsu. Позднее Вакаяма решила начать карьеру актрисы озвучивания (сэйю) из-за своего увлечения компьютерными играми.
В 2019 году Вакаяма получила свою первую главную роль, озвучив Аой Айои в полнометражном аниме-фильме «Она видела небо». В 2021 году выбрана на роль Юмэ Минами в аниме-сериале SSSS.Dynazenon, а также на роль Козетты Шнайдер/Судьбы в Takt Op. Destiny. Из главных ролей в 2022 году озвучила Такину Иноуэ из аниме-сериала Lycoris Recoil и Маи Каваи из Police in a Pod.
В марте 2023 года Вакаяма вместе с четырьмя другими сэйю выиграла премию Seiyu Awards в категории «Лучший начинающий актёр или актриса».

## Избранная фильмография

### Аниме-сериалы
2019
- Gundam Build Divers Re:Rise — Хината Мукаи[8]

2021
- Farewell, My Dear Cramer — Сава Этидзэн[9]
- Mushoku Tensei: Jobless Reincarnation — Сидзука Нанахоси
- SSSS.Dynazenon — Юмэ Минами[3]
- Takt Op. Destiny — Козетта Шнайдер/Судьба[4]

2022
- Akebi’s Sailor Uniform — Томоно Кодзё[10]
- Lycoris Recoil — Такина Иноуэ[5]
- Mobile Suit Gundam: The Witch from Mercury — Хэнао Джаз
- Police in a Pod — Маи Каваи[6]

2023
- Mushoku Tensei: Jobless Reincarnation Season 2 — Сидзука Нанахоси[11]
- The Eminence in Shadow — Аннероуз Нихтзехен
- The Girl I Like Forgot Her Glasses — Ай Миэ[12]
- Zom 100: Bucket List of the Dead — Юкари[13]

2024
- Dandadan — Момо Аясэ[14]
- Mushoku Tensei: Jobless Reincarnation Season 2 — Сидзука Нанахоси
- Pon no Michi — Идзуми Токутоми[15]
- Too Many Losing Heroines! — Рэмон Якисио[16]
- Trillion Game — Мидзуки[17]
- Tying the Knot with an Amagami Sister — Асахи Амагами[18]

2025
- Dandadan (второй сезон) — Момо Аясэ
- Fermat no Ryori — Кагура Мусаси[19]
- Li’l Miss Vampire Can’t Suck Right  — Маими Судзуки[20]
- Momentary Lily — Хинагэси Усудзуми[21]
- The Summer Hikaru Died — Юки Тадокоро[22]

2026
- A Tale of the Secret Saint — Фиа Рууд[23]
- The Exiled Heavy Knight Knows How to Game the System — Люс Рубис[24]

TBA
- Blade & Bastard — Берканан[25]
- The Frontier Lord Begins with Zero Subjects — Альна[26]

### Аниме-фильмы
- 2019 — «Она видела небо» — Аой Айои[2]
- 2021 — Bright: Samurai Soul — Соня[27]
- 2021 — Farewell, My Dear Cramer: First Touch — Сава Этидзэн[9]
- 2023 — Girls und Panzer das Finale: Part 4 — Дзёко
- 2023 — Gridman Universe — Юмэ Минами[28]

### ONA/Спешлы
- 2022 — Dr. Stone: Ryusui — Адзура
- 2023 — Pokémon: Paldean Winds — Охара[29]
- 2023 — «Кастлвания: Ноктюрн» — Мария Ренар (дублирование)
- 2024 — The Grimm Variations — Ёси
- 2025 — Lycoris Recoil: Friends Are Thieves of Time — Такина Иноуэ
- 2025 — «Кастлвания: Ноктюрн» (второй сезон) — Мария Ренар (дублирование)

### Промовидео
- 2025 — Holoearth — Митра[30]

### Компьютерные игры
2021
- Azur Lane — Юмэ Минами[31]
- World Flipper — Сариха[32]

2023
- Grandchase:Dimensional Chaser — Ганимед Юпитер
- Ys X: Nordics — Лила[33]

2024
- Genshin Impact — Лань Янь[34]
- Honkai: Star Rail — Юньли[35]
- Zenless Zone Zero — Эллен Джо[36]

2025
- Death Stranding 2: On The Beach — Туморроу[37]

## Награды и номинации
| Год  | Награда                  | Результат | Категория | Работа                 | Прим.  |
| ---- | ------------------------ | --------- | --- | ---------------------- | ------ |
| 2023 | Anime Trending Awards    | 8-е место | Лучший подбор голосов (вместе с Акари Кито, Акирой Сэкинэ, Манацу Мураками, Мику Ито, Момо Асакурой и Сорой Амамией) | Akebi’s Sailor Uniform | [ 38 ] |
| 2023 | Seiyu Awards             | Победа    | Лучший начинающий актёр или актриса (вместе с Анной Нагасэ, Минами Хинатой, Сюитиро Умэдой и Хиной Сугутой)          | н/д                    | [ 7 ]  |
| 2025 | Anime Trending Awards    | 2-е место | Лучшая актриса озвучивания                                                                                           | Момо Аясэ из Dandadan  | [ 39 ] |
| 2025 | Crunchyroll Anime Awards | Номинация | Лучший сэйю | Момо Аясэ из Dandadan  | [ 40 ] |